# Скобеев, Валерий Николаевич
Вале́рий Никола́евич Скобе́ев (22 ноября 1938, Измайловка, Барышский район, Ульяновская область, РСФСР, СССР — 29 июля 2022, Казань, Республика Татарстан, Российская Федерация) — советский и российский художник. Заслуженный художник Российской Федерации (2008). Народный художник Татарской АССР (1986), заслуженный деятель искусств Татарской АССР (1980). Лауреат Премии комсомола Татарии имени Мусы Джалиля (1976).
Из семьи участника Великой Отечественной войны, проживавшей с 1957 года в Казани. Будучи инвалидом детства, в силу ограничений в движении серьёзно увлёкся рисованием. В 1964 году окончил Казанское художественное училище, а в 1970 году — Ленинградский институт живописи, скульптуры и архитектуры имени И. Е. Репина. В 1974 году вступил в Союз художников СССР, активно занимался общественной работой, был членом правления и заместителем председателя Союза художников Татарской АССР. Был ведущим художником Татарстана в области исторической живописи, является автором большого количества сюжетно-тематических картин об Октябрьской революции, войне, мирном труде, строительстве, жизни рабочего класса и молодёжи. Признание критики и зрителя получили такие его работы, как «Дорога» (1972), «Комсомольская молодёжная» (1972), «Чайки над Камой» (1974), триптих «Русское поле» (1980). Внёс заметный вклад в лениниану («Совет у В. И. Ленина», 1977), в живописную галерею жизни и творчества Г. Тукая («Тукай. Начало века», 1986) и М. Джалиля («Лирический портрет М. Джалиля», 1981), стал автором ряда портретов деятелей татарской культуры, поэзии, литературы, театра. Работал также в жанре натюрморта, пейзажа, заказного персонального и семейного портрета. Отличаясь обострённым восприятием жизни, пытался донести своим творчеством до зрителя только красоту и добро. Скончался в 2022 году в возрасте 83 лет.

## Биография
Валерий Николаевич Скобеев родился 22 ноября 1938 года в посёлке Измайловка Барышского района Ульяновской области. По национальности — русский. Отец — майор, участник Великой Отечественной войны, кавалер ордена Красной Звезды и медали «За боевые заслуги», мать работала медицинской сестрой в военном госпитале. Будучи подвижным и темпераментным ребёнком, в шестилетнем возрасте в результате несчастного случая на детской площадке сломал ногу. Из-за ошибки врачей, не распознавших перелом, получил воспаление суставов и заболел костным туберкулёзом, но в ходе долгого лечения сумел побороть недуг. Тем не менее он остался инвалидом и с 12 лет всю дальнейшую жизнь передвигался на костылях. Воспитывался сестрой матери, работавшей воспитателем в поселковом детском саду. Из игрушек имел лишь карандаш и тетрадку, в связи с чем увлёкся рисованием, вслед за братом отца, погибшим на фронте в первые дни войны. По причине ограниченности в движениях с детства отличался наблюдательностью и обострённым восприятием жизни, ещё больше пристрастился к рисованию, в частности, начав копировать картины классиков из журналов.
После очередной операции в 1948 году был принят сразу во второй класс школы, а в дальнейшем благодаря отцу три года отучился на заочных курсах рисунка и живописи при Всесоюзном доме народного творчества имени Н. К. Крупской в Москве, которые окончил в 1957 году. В том же 1957 году во время учёбы в 9-м классе школы вместе с семьёй переехал в Казань, куда перевели его отца-военнослужащего. Окончив десять классов школы, где не добрал одного балла до получения медали, в 1960 году поступил в Казанское художественное училище, которое окончил в 1964 году с отличием. Учился у Б. И. Майорова, В. И. Куделькина, Л. А. Потягунина, Р. А. Тухватуллина, И. В. Рафикова. По совету своего друга И. М. Ханова в 1964 году поступил в Ленинградский институт живописи, скульптуры и архитектуры имени И. Е. Репина, где специализировался на отделении станковой живописи по курсу мастерской Е. Е. Моисеенко. Учился самозабвенно, получал награды на конкурсах, окончив институт в 1970 году и защитив с оценкой «отлично» дипломную работу «Сельская новь» на тему электрификации с присвоением квалификации художника-живописца и педагога.
Вернувшись в Казань по распределению и из-за семейных обстоятельств, в 1970—1983 годах работал в Татарском художественном фонде. Член Союза художников СССР и РСФСР с 1974 года. В 1983 году стал членом правления Союза художников ТАССР. В 1986 году избран на пост заместителя председателя правления Союза по культурной и шефской работе, был членом Выставочного комитета Республики Татарстан. Пользовался популярностью как художник, выполнял большое количество заказов, в ходе работы получил персональную творческую мастерскую, а также квартиру. За годы борьбы с болезнью и утверждения в искусстве выработал в себе значительную силу воли, трудолюбие и дисциплину. Активно занимаясь общественной работой, заслужил признание товарищей-художников, был доброжелателен к коллегам, скромен и самокритичен. Официально не являясь педагогом, стал учителем для многих татарстанских художников, в том числе и для своего сына.

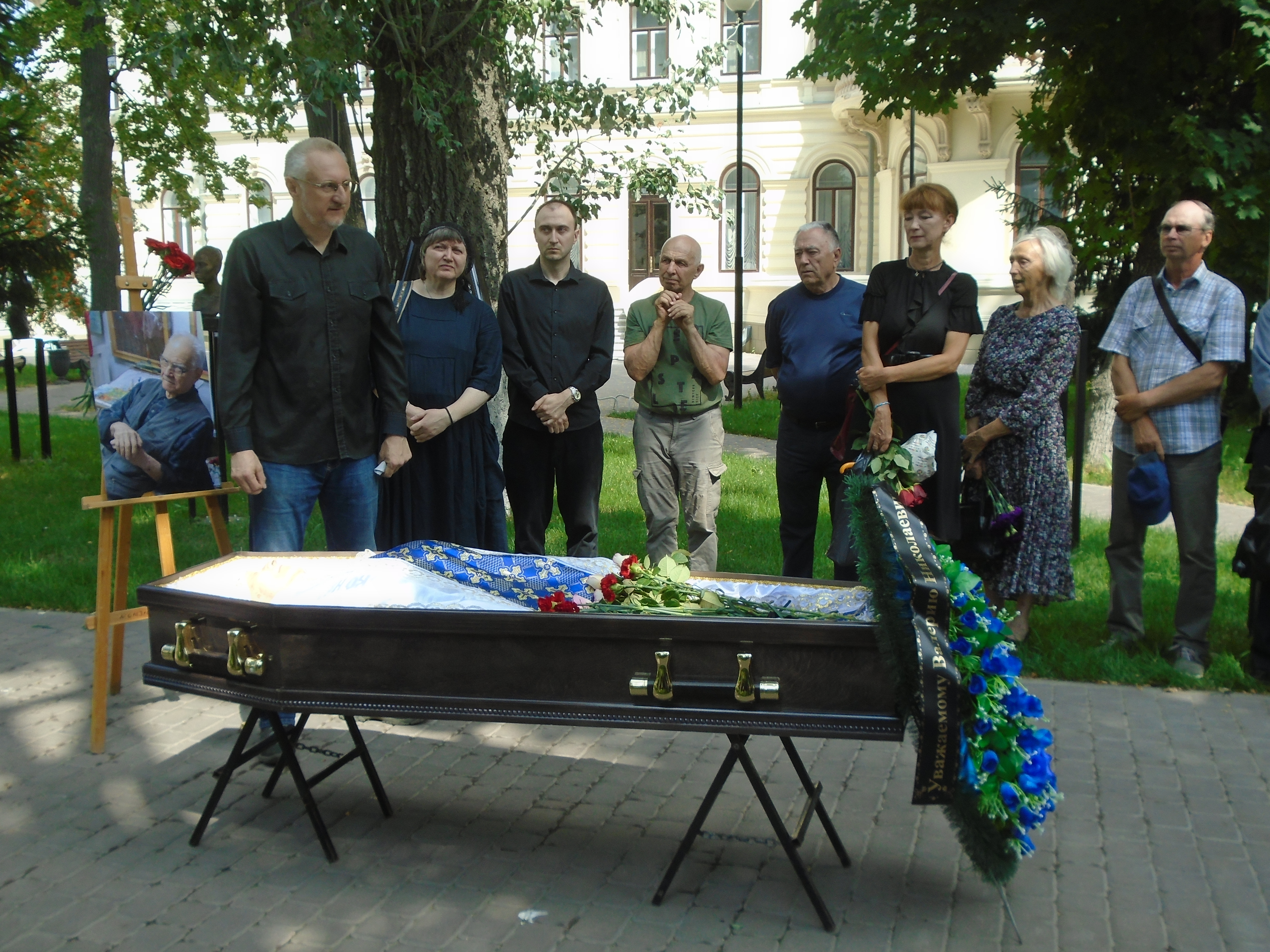
Прощание со Скобеевым

С 1970 года неоднократно принимал участие в республиканских, зональных, всероссийских, всесоюзных, межрегиональных, передвижных, международных выставках. В 1998 и 2018 годах в Казани также прошли персональные выставки Скобеева вместе с его сыном. Произведения находятся в коллекциях Государственного музея изобразительных искусств Республики Татарстан, Центрального музея МВД России, Самарского областного художественного музея, Чувашского государственного художественного музея, Альметьевской картинной галереи, Лениногорского музея нефти, Национального культурного центра «Казань», в различных частных коллекциях, как в России, так и за рубежом. В 1980 году стал заслуженным деятелем искусств Татарской АССР, в 1986 году — народным художником Татарской АССР, а в 2008 году удостоен звания заслуженного художника Российской Федерации. В 2018 году отметил 80-летний юбилей.
Валерий Николаевич Скобеев скончался 29 июля 2022 года в Казани в возрасте 83 лет. Прощание прошло у Государственного музея изобразительных искусств Республики Татарстан, похоронен был Скобеев на кладбище Юдино, рядом с женой.

## Очерк творчества
Войдя в искусство в 1960—1970-х годах, Скобеев внёс серьёзный вклад в развитие исторической живописи Татарстана, с самого начала проявив себя талантливым художником. Он стал одним из ведущих живописцев республики в области сюжетно-тематической картины, продемонстрировав требуемые в этом жанре масштабность мышления и разносторонность дарования. Находясь в рамках советского искусства, он и в годы соцреализма следовал своему неповторимому индивидуальному стилю, отличаясь оптимизмом и эмоциональностью, обострённым чувством ответственности за свой труд. В процессе поиска новых путей для живописания революционной темы одной из первых работ у Скобеева после его возвращения в Казань из Ленинграда стала картина «Маёвка» (1971), которая, однако, оказалась несколько неудачной. В частности, по отзывам критики, выразительность полотна была нарушена слишком жёсткой живописной формой, схематизмом и условностью как всей композиции, так и отдельных образов участников маёвки, тревожных, напряжённых, сбившихся в тесный кружок.
В лучших работах Скобеева видно романтическое начало, стремление к утверждению идеала, гармонии между человеком и окружающим миром, что сочетается с символико-аллегорическими путями раскрытия таких образов. Первой значительной работой художника стала картина «Дорога» (1972), которая своей романтической приподнятостью, метафоричностью, ощущением ликующей радости и счастья жизни сразу привлекла внимание зрителя. Как итог поисков романтического возвышенного идеала на полотне дано наполненное символизмом изображение молодой семьи в пути. Пара идёт широким шагом по дороге, под их ногами стелется розоватого цвета пыль. Жена несёт в руках молодой саженец дерева, так же бережно, как муж держит их маленького сына. При том, что такой сюжет не нов, достоинства полотна, по оценкам критиков, заключаются в выразительной пластической и психологической трактовке образов, в мажорном цветовом настрое. Под влиянием К. С. Петрова-Водкина Скобеев с крутого поворота дороги живописует всю Землю с её деревнями, фермами, пастбищами, нивами, серебристыми реками и золотистыми далями как обобщённый образ прекрасного мира, разумно организованного и облагороженного трудом.
Одним из первых Скобеев принял участие в «камазовской» и «нефтяной» творческих группах художников, созданных для работы на передовых объектах коммунистического строительства, в чём стремился наиболее полно выразить возможности социалистического реализма. Так, ещё более ярким полотном художника стала работа «Комсомольская молодёжная» (1972), написанная в составе творческой группы «Нефть Татарии». С этой работой Скобеев по-настоящему начал свой творческий путь в искусства Татарстана. Материал для картины был почерпнут художником в нефтяных районах республики, весь первый план произведения занимают освещённые солнцем нефтяники, а колорит отличается большей «звонкостью» по сравнению с «Дорогой». Уйдя от конкретности пейзажа, типажей и портретов своих героев, художник романтически обобщил индустриальный мир с его яркими красками стали, бетона, спецовок и касок, дав образ современного рабочего класса в лице весёлых и энергичных, сплочённых в дружную бригаду парней. Как и его молодые современники, Скобеев вообще уделял сравнительно мало внимания пейзажу, однако фон в его работах играет важную роль.
Как упорный и увлечённый художник, Скобеев показал себя мастером картины исторической и военно-патриотической тематики, о труде, строительстве, жизни рабочего класса, комсомоле и молодёжи. Новым его достижением в производственной теме стала работа «Чайки над Камой» (1974), с большим успехом экспонировавшаяся на зональной, республиканской и всесоюзной выставках. Красивые белогрудые чайки, летящие над рекой, тут соседствуют с юными монтажниками КамАЗа, поднятыми высоко над землёй грандиозной новостройкой, и вся атмосфера картины наполнена музыкой линий, цвета. По оценкам критики, эта работа — не документальный репортаж со строительной площадки, а песня о смелых людях, достигших неба, о молодых героях нового мира, о высоком парении человеческой мечты, настоящая изобразительная поэма о красоте труда, радости созидания и счастье жизни, достойная пера Э. Хемингуэя. Мирный повседневный труд, поднятый до уровня исторического события, нашёл своё воплощение и в работе «Хлеб» (1985), где две фигуры, занятые первозданным трудом — сбором хлеба, вырастают до образов библейских Адама и Евы, перекликаясь с классическим искусством.
Строительная, камазовская тема вообще стала для Скобеева определяющей в течение ряда лет, тут особенно ярко раскрылся интерес художника к символико-аллегорическим образам. Небольшая картина «Стройбат» (1975) оказалась удивительно ёмкой как по гамме лёгких, светлых тонов, так по и художественному решению, насыщенному задором и юмором — образы молодых солдат, строящих школу, тут перекликаются с забавными мальчишками, которые также заняты строительством, только игрушечным. Полотно «Студенческая песня» (1979) дышит живым дыханием камазовской стройки. Изображённая там группа молодых строителей, дружно шагающих с лопатами за плечами, как будто увлекает зрителя за собой — своей динамикой, эмоциональностью, естественностью и искренностью образов. Работа «Металлурги КамАЗа» (1979) выполнена в другом ключе, в более строгом и суровом стиле. Холст насыщен горячими тонами, герои погружены в напряжённый труд, их позы красноречивы и динамичны, но и тут Скобеев добился естественности момента, весомости, плотности изображения.
Приподнятостью образов, монументальностью композиции отличаются картины Скобеева на военную тему — «Дороги войны» (1970), «Зоя» (1971), «Эхо солдатской славы» (1980), «Эхо прошедшей войны» (1985). Триптих «Русское поле» («Прощание», «Июнь 1941 года», «Эвакуация»), созданный в 1980 году, по оценке критики проникнут такой остро щемящей болью за попранную фашистами мирную жизнь, что кажется, будто Скобеев сам участвовал в событиях Великой Отечественной войны, о которых рассказывает. Вслед за Х. А. Якуповым, начиная с 1950—1960-х годов многие татарстанские художники стали обращаться к образу поэта-героя М. Джалиля, его подвигу в нацистских застенках. Свой вклад внёс и Скобеев, написавший на эту тему пять картин, первой из которых стала работа «У памятника М. Джалилю» (1972). Общественным признанием идейно-воспитательного значения живописи на историческую и современную тему стало присуждение Скобееву в 1976 году Премии комсомола Татарии имени М. Джалиля, в том числе за работы, посвящённые поэту-герою.
Картина «Джалиль» (1975) даёт особенно выразительное, эмоциональное и при этом обобщённое решение образа поэта. Историческая основа полотна предельно конкретна — герой изображён за колючей проволокой лагеря для военнопленных, под серым небом, каким, как кажется, оно было в июне 1942 года на болотах под Волховом, где раненый Джалиль был взят в плен. При этом работа лишена каких бы то ни было бытовых подробностей, а имеющиеся детали имеют символический, а не описательный характер. Так, жест поэта воспринимается скорее как символ боли, а не признак ранения; скрученная проволока — это символ неволи, а не реальная ограда; а залетевшая птица — парафраз стихотворения Джалиля «Пташка», созданного им в плену. Так художник раскрывает внутреннюю возвышенность своего героя, чему способствует и прозрачность палитры, холодновато-серебристая красочная гамма, строгая цветовая собранность полотна, которая соответствует образу кристальной, родниковой чистоты души.
Поэтической атмосферой наполнен и «Лирический портрет М. Джалиля» (1981), где вокруг фигуры поэта воспроизведены различные эпизоды его жизни. В центре картины – молодой и полный силы Джалиль, чей талант буквально расплескался по всему холсту — он в ярком майском празднике, в архитектуре Болгара, вдохновившей поэта на создание оперы «Алтынчеч», в весеннем ветре, плывущем над Казанью. Рядом с поэтом изображена и его маленькая дочь Чулпан. Джалиль, окрылённый поэтическим вдохновением, стоит перед широко раскрытым окном, своей широкой грудью он будто защищает не только своего ребёнка, но и страну сказочного детства и безопасности перед лицом грядущей войны. Стремление отобразить духовный мир поэта получило своё развитие в многослойной структуре картины, внушающей зрителю протяжённость и непрерывность восприятия, вдобавок к наклону, создающему чувство головокружения, ощущение реальной среды, подвижной и текучей. Страницы произведений Джалиля и цветы, мысленно возносимые к подножию его памяти, воплощают судьбу поэта, тогда как обобщение разновременных событий служит олицетворением поэзии, родной ему стихии, чему вторят динамизм и гибкость композиции.
Близкими к полотнам военной тематики являются такие работы, как «Совет у В. И. Ленина» (1977), «Протест казанских студентов с участием В. Ульянова» (1981), «Рождённая революцией» (1983), посвящённые тематике Октябрьской революции. Первая картина представляет интерес как значительный вклад довольно молодого художника в лениниану, будучи основанной на реальном историческом факте. На полотне изображены В. И. Ленин, Г. Г. Ибрагимов, М. М. Вахитов, собравшиеся в 1918 году в ленинском кабинете в Московском Кремле обсудить провозглашение Татаро-Башкирской автономной республики. Карта России, документы на столе, книжная полка — всё это озарено утренними лучами солнца, такой же теплотой отличаются лица героев и их отношения. Фигура Ленина показана динамично, знакомым жестом руки он в красках описывает устройство новой республики. Ибрагимов, поданный как революционер-просветитель, отражает в себе понимание простым народом сложившейся политической реальности. Достойным психологическим завершением картины является образ Вахитова, испытанного бойца, верного революционным идеалам и уверенного в прекрасном будущей своей нации. В поведении персонажей видно желание как можно быстрее решить вопрос национальной государственности, чувствуется заметное напряжение, ведь уже идёт гражданская война и ощущается угроза иностранной интервенции, что в конечном счёте и помешало состояться этому решению.
При этом, по оценкам критики, творчество Скобеева нельзя назвать ровным, ему порой изменял вкус, некоторым его работам свойственны мелочная бытовая описательность или же салонная красивость и абстрактный идеализм, как, например, на полотне «Формовщицы. Стержневой цех КамАЗа» (1979). Не все работы оказались равноценными, за что художник подвергался критике. Начав с поэтичных, приподнятых над обыденностью работ, воплощающих национальные идеалы и мечты народов, в дальнейшем его картины приобрели некоторую слащавость, пасторальность, апеллирующую, по словам С. М. Червонной, к мещанской сентиментальности. Стремясь показать взаимосвязи народности и интернациональности в художественных образах, Скобеев несколько спешил, опережая сегодняшний день, — некоторые его герои прекрасны, сравнимы с древними богами, но в то же время живут в стороне от человека, им как будто не хватает аутентичности и теплоты. Однако вскоре в творчестве художника полностью восторжествовала тенденция раскрытия в изобразительном искусстве правды и поэзии реальной жизни, проникновенного лиризма, любви к человеку, чему примером служит работа «У озера» (1979—1980). На этом полотне красота молодой женщины, возникшей сказочным видением в лунном свете среди камышей, дополняется забавным образом девочки с куклой в руках. Органично сочетая лирику и юмор, художник поднял благородную тему материнства до философского обобщения, вдохновенной поэтизации ценностей мирной жизни.
Середина 70-х годов. Имена героев войны, героев труда были у всех на устах, пользовались безраздельной любовью и благодарным вниманием людей. Любовь и благодарность — самые высокие чувства. Где источник этого? Убеждён — в детских душах. Нет особого труда, чтобы посмотреть вокруг и — вдруг — увидеть почти готовый сюжет картины. Так и было, когда увидел девочку у цветущей яблони, из окна автобуса посмотрел на строительство солдатами здания школы и детей, играющих на песке. Было принято в те годы отмечать те дома сельчан, в которых жил погибший на войне солдат, звездой. Таких домов, возле которых играли на завалинках дети, было много. Видел детей, играющих возле сруба из золотистых брёвен. А какие чувства приходят, когда видишь детское лицо на фоне новогодней ёлки? Мимолётность детства сравнима с одуванчиком на ветру. Вот и была написана серия картин о детстве. С большим удовольствием писал портреты поэтов, в стихотворениях которых живёт ребёнок. Картины о детстве — мой итог 70-х годов. В творчестве это, по сути, ключ к себе.Валерий Скобеев о себе и своём творчестве, 2018 год.
В числе других значительных произведений историко-бытового жанра критикой выделяются такие картины, как «Уголок мастерской художника» (1970), «Детство» (1978), «Надежды хлебороба» (1982), «Хлеб» (1985), «Семья» (1985), «Предчувствие» (1990), «Журавли возвращаются» (1992), «В созвездии Орфея» (2001). Удачным вышел «Портрет мастера плавильного цеха КамАЗа В. Алексеенкова» (1979), в котором художник продемонстрировал своё умение точно отобразить черты своего современника, молодого рабочего — его интеллектуальность, внутреннее достоинство и некоторую импозантность, наравне с продуманной композицией, чёткостью рисунка, свежестью мироощущения. Портрет вообще занимает большое место у художника, он близок к тематической картине своей философской глубиной и метафоричностью. Сам Скобеев указывал, что в его творчестве имеет начало «неоконченный портрет эпохи», а стиль творческого изложения сформировался в намерении «показывать героя на фоне его достижений, жизненных обстоятельств, а не просто на чистом фоне». Особенно выделяется значительный цикл портретов российских и татарстанских поэтов, писателей, бардов, музыкантов, театральных и общественных деятелей, как, например, картина «Звезда по имени „Солнце“. В. Цой» (2011).
Инициатива в направлении Скобеева в портретное русло принадлежит М. Х. Салимжанову и Ш. З. Закирову, режиссёру и директору Татарского академического театра имени Г. Камала, а также К. Н. Нуруллину, директору Татарской государственной филармонии имени Г. Тукая, чьей идеей было создание галереи классиков татарской национальной культуры. Портрет народного артиста СССР Ф. Халитова (1973) отличается красноречивостью позы и поворота головы актёра, в точно воспроизведённом выражении лица виден взрывной темперамент его личности, а остро-эмоциональный характер персонажа неотъемлем от тёплой цветовой гаммы работы. Критикой отмечены также такие портретные работы, как «Рождение оперы „Алтынчеч“» (1986, 2005), «Сергей Есенин, последний поэт деревни» (1995), «Ренат Харис. Страницы поэзии» (1998), «Звезда Владимира Высоцкого» (1990—1997, 2003), «Портрет Николая Рубцова» (2006), «А. И. Куприн. Страницы жизни» (2008), «Война и мир в музыке Н. Жиганова» (2008), «Фатых Карим. Последнее письмо с фронта» (2009), а также монументальное полотно «Золотой век музыки Татарстана» (2009) памяти С. Сайдашева, Ф. Яруллина, Р. Яхина, которое завершило цикл, посвящённый творческой интеллигенции Татарстана.
Ряд картин Скобеев посвятил татарскому поэту Г. Тукаю, написал несколько его портретов, решённых в академическом стиле. Критикой выделяются такие работы, как «Тукай. Начало века» (1986), «Портрет Г. Тукая» (2007), «Г. Тукай» (2009), а также «Г. Тукай в кругу друзей» (2016). Полотно «Тукай. Начало века» представляется наиболее серьёзной работой, обладающей некой магнетической силой и доставляющей эстетическое наслаждение из-за углублённого раскрытия связи поэта-демократа с породившей его исторической эпохой. Фигура Тукая отличается динамизмом, он изображён как нетерпеливый человек, на ходу просматривающий свежий номер газеты, остро интересующийся политическими и культурными новостями, событиями классовой борьбы, в которой сам принимал активное участие. В композиции целостно и исторически достоверно запечатлены виды старой Казани, национальный колорит, предгрозовое дыхание революционного движения. Не выделяясь яркими красками, цветовая гамма работы соответствует суровости объекта изображения и выдержана в серых тонах. Таким образом, по оценкам критики, данная картина Скобеева относится к числу лучших работ о Тукае благодаря глубине выраженного образа, высокой культуре рисунка, композиции и колорита.
Также Скобеев является автором лирических пейзажей («Весна», 1982), натюрмортов, графических произведений в стиле монотипии и карандашного рисунка (серия «Кузнецы», 2008), произведений в жанре обнажённой натуры («Натурщица», «Модель» — 1968). Графику, которая есть у любого художника, он полагал не имеющей самостоятельного значения, гораздо больше уделяя внимания своим рисункам, наброскам, вариантам как необходимому условию для работы над живописной картиной. Также выполнял заказной семейный и персональный портреты, уделяя значительное внимание сходству, рисунку, композиции, профессионально подходя к образу. Скобеев отмечал следующее: «Для меня любая картина — высокая цель, требует оригинального решения». Сам он в числе любимых художников отмечал П. Сезанна, А. Модильяни, Е. Е. Моисеенко. До последних дней Скобеев активно и ярко выражал свою точку зрения на вопросы искусства, своим оружием и критерием изображения считал то, что искусство должно нести красоту и добро. Также он коллекционировал книги по искусству, играл на домре и мандолине.

## Награды
- Почётное звание «Заслуженный художник Российской Федерации» (2008 год) — за заслуги в области изобразительного искусства[81]. Вручено заместителем премьер-министра Республики Татарстан[тат.] — министром культуры З. Р. Валеевой на XIV съезде Союза художников РТ в Национальном культурном центре «Казань»[82].
- Почётное звание «Народный художник Татарской АССР» (1986 год)[83][2].
- Почётное звание «Заслуженный деятель искусств Татарской АССР» (1980 год)[9][83].
- Премия комсомола Татарии имени Мусы Джалиля (1976 год) — за работы «Комсомольская молодёжная», «Чайки над Камой», «Джалиль», «Дорога», «Сельская жизнь», «У памятника Джалилю»[84][85].
- Почётная грамота Президиума Верховного Совета Татарской АССР (1988 год)[26].
- Благодарность Президента Республики Татарстан (2014 год) — за многолетнюю плодотворную творческую деятельность, большой вклад в развитие изобразительного искусства[86].
- Медаль «В память 1000-летия Казани» (2005 год)[87].

## Личная жизнь
Жена — Нина Леонидовна (1941—2012), учитель дошкольного воспитания детей. Сын — Виталий (р. 1968), художник, выпускник Казанского художественного училища (1987), заслуженный деятель искусств Республики Татарстан (2019). Внук — Александр (р. 1992), художник, выпускник КХУ (2012).